# Millon-Air-Flug 406
Auf dem Millon-Air-Flug 406 (Flugnummer: OX406), verunglückte am 22. Oktober 1996 eine Boeing 707-323C kurz nach dem Start vom Flughafen Manta in Ecuador. Die Maschine stürzte nach einem Triebwerksausfall in ein Wohngebiet, wobei insgesamt 34 Menschen ums Leben kamen.

## Flugzeug
Bei der verunglückten Maschine handelte es sich um eine Boeing 707-323C, die im Jahr 1967 im Werk von Boeing auf dem Boeing Field im US-Bundesstaat Washington als die 639. Boeing 707 aus laufender Produktion mit der Werksnummer 19582 endmontiert wurde. Der Erstflug der Maschine erfolgte am 20. Oktober 1967, am 27. Oktober 1967 wurde sie an die American Airlines ausgeliefert, wo sie mit dem Luftfahrzeugkennzeichen N8402 in Betrieb ging. Im Februar 1984 wurde die Maschine ausgeflottet und an die Firma Nautilus Sportswear verkauft, die diese am 16. Februar 1984 in Betrieb nahm. Von April 1984 bis Juli 1984 war die Maschine an eine Fluggesellschaft namens Premiere Airlines verleast. Im Juni 1986 übernahm die Challenge Air Cargo die Maschine, ab dem 21. Juli 1989 wurde die Boeing durch die Transway Air International mit dem Luftfahrzeugkennzeichen EL-GNU betrieben. Im Oktober 1989 wurde die Maschine durch die Millon Air übernommen und erhielt ihr neues Kennzeichen N751MA. Am 21. April 1992 wurde die Maschine auf die Faircraft Sales Ltd. aus Chantilly, Virginia zugelassen. Die Millon Air verleaste die Maschine im Laufe des Jahres 1993 an die Aries del Sur. Zuletzt war die Maschine auf die Wilmington Trust Company zugelassen, die sie ab dem 21. Februar 1996 an die Millon Air verleaste. Nur einen Tag darauf, am 22. Februar 1996, musste die Maschine auf dem Miami International Airport mit eingezogenem Bugfahrwerk landen, da sich dieses für die Landung nicht ausfahren ließ. Ursächlich für das Versagen der Fahrwerksmechanik war ein Verlust von Hydraulikflüssigkeit. Die beschädigte Maschine wurde repariert und wieder in den Dienst genommen. Das vierstrahlige Langstrecken-Schmalrumpfflugzeug war mit vier Turbojettriebwerken des Typs Pratt & Whitney JT3D-3B ausgestattet.

## Besatzung, Fracht und Flugplan
An Bord der Maschine befand sich eine vierköpfige Besatzung, bestehend aus einem Flugkapitän, einem Ersten Offizier, einem Flugingenieur und einem Lademeister. Es handelte sich um einen internationalen Frachtflug, der vom Flughafen Manta in Ecuador zum Miami International Airport in Florida, USA führen sollte. Die Maschine hatte Blumen und gefrorenen Fisch geladen.

## Unfallhergang
Die Maschine hob zu spätabendlicher Stunde, jedoch noch vor Einbruch der Dunkelheit, von der Startbahn 23 des Flughafens Manta zum Flug nach Miami ab. Kurz nach dem Start kam es zum Kontrollverlust, die Maschine schlingerte zu Boden, riss Hausdächer im Stadtteil Dolorosa ab, stürzte auf ein Restaurant und geriet in Brand. Bei dem Unfall wurden alle vier Insassen der Boeing getötet, außerdem starben 30 Personen am Boden, weitere 50 Personen wurden verletzt. Örtliche Behörden behaupteten, dass ein Triebwerk der Maschine während des Absturzes gebrannt hätte.